# Universidade de Maryland
A Universidade de Maryland, também conhecida como Universidade de Maryland em College Park, College Park, UM, UMD, UMCP ou simplesmente Maryland, é uma universidade pública estadunidense localizada na cidade de College Park, no Condado de Prince George's, no estado de Maryland, nas cercanias de Washington DC.

## Alunos notáveis
- Raymond Davis Jr., ganhador do Prêmio Nobel de Física em 2001
- Jon D. Franklin, jornalista ganhador do Prêmio Pulitzer
- Herbert A. Hauptman, ganhador do Prêmio Nobel de Química em 1985
- Jim Henson, autor dos Muppets
- Tobin J. Marks, químico internacionalmente reconhecido
- Michael Olmert, escritor e roteirista, ganhador do Emmy
- Judith Resnik, astronauta
- Morgan B. Wooten, membro do Basketball Hall of Fame
- Sergey Mihailovich Brin, co-fundador do Google Search
- Randy White, jogador de futebol americano e MVP do Super Bowl XII
- Jeff Kinney, autor da série de livros chamada Diário de Um Banana